# لوغان سيتي
لوغان سيتي (بالإنجليزية: Logan Lawrence County)‏ هي منطقة حكومة محلية (LGA) في جنوب شرق ولاية كوينزلاند، أستراليا. وتقع المدينة بين منطقتي بريسبان في الشمال وجولد كوست إلى الجنوب. المدينة متاخمة أيضا لمنطقة سينيك ريم، ومنطقة ريدلاند ومنطقة ابسويتش. وهي جزء من منطقة بريسبين العمرانية

## المناخ
يظهر الجدول التالي التغييرات المناخية على مدار السنة للوغان سيتي:
| البيانات المناخية لـلوغان سيتي                                   | البيانات المناخية لـلوغان سيتي | البيانات المناخية لـلوغان سيتي | البيانات المناخية لـلوغان سيتي | البيانات المناخية لـلوغان سيتي | البيانات المناخية لـلوغان سيتي | البيانات المناخية لـلوغان سيتي | البيانات المناخية لـلوغان سيتي | البيانات المناخية لـلوغان سيتي | البيانات المناخية لـلوغان سيتي | البيانات المناخية لـلوغان سيتي | البيانات المناخية لـلوغان سيتي | البيانات المناخية لـلوغان سيتي | البيانات المناخية لـلوغان سيتي |
| الشهر                                                            | يناير                          | فبراير                         | مارس                           | أبريل                          | مايو                           | يونيو                          | يوليو                          | أغسطس                          | سبتمبر                         | أكتوبر                         | نوفمبر                         | ديسمبر                         | المعدل السنوي                  |
| ---------------------------------------------------------------- | ------------------------------ | ------------------------------ | ------------------------------ | ------------------------------ | ------------------------------ | ------------------------------ | ------------------------------ | ------------------------------ | ------------------------------ | ------------------------------ | ------------------------------ | ------------------------------ | ------------------------------ |
| متوسط درجة الحرارة الكبرى °م (°ف)                                | 29.8 (85.6)                    | 29.4 (84.9)                    | 28.5 (83.3)                    | 26.4 (79.5)                    | 24.0 (75.2)                    | 21.6 (70.9)                    | 21.4 (70.5)                    | 22.6 (72.7)                    | 25.1 (77.2)                    | 26.5 (79.7)                    | 27.9 (82.2)                    | 29.0 (84.2)                    | 26.0 (78.8)                    |
| متوسط درجة الحرارة الصغرى °م (°ف)                                | 20.6 (69.1)                    | 20.5 (68.9)                    | 19.1 (66.4)                    | 16.0 (60.8)                    | 12.6 (54.7)                    | 10.1 (50.2)                    | 8.8 (47.8)                     | 9.5 (49.1)                     | 12.4 (54.3)                    | 14.9 (58.8)                    | 17.5 (63.5)                    | 19.2 (66.6)                    | 15.1 (59.2)                    |
| الهطول مم (إنش)                                                  | 133.5 (5.26)                   | 150.8 (5.94)                   | 129.1 (5.08)                   | 81.1 (3.19)                    | 104.3 (4.11)                   | 75.5 (2.97)                    | 34.1 (1.34)                    | 47.4 (1.87)                    | 42.4 (1.67)                    | 62.9 (2.48)                    | 106.7 (4.20)                   | 140.1 (5.52)                   | 1٬107٫9 (43.63)                |
| المصدر: https://weather.mla.com.au/climate-history/qld/beenleigh |                                |                                |                                |                                |                                |                                |                                |                                |                                |                                |                                |                                |                                |

## توأمة
للوغان سيتي اتفاقيات توأمة مع:
- سوجو